# Moucherolle gobemouche
Contopus latirostris
Espèce
Statut de conservation UICN

 LC  : Préoccupation mineure
Le Moucherolle gobemouche (Contopus latirostris), appelé également Gobemouche pioui, Moucherolle gobemouches, Pioui gobemouches et Pioui gobe-mouches, est une espèce de passereaux appartenant à la famille des Tyrannidae.

## Répartition
Cet oiseau se rencontre à la Dominique, la Guadeloupe, la Martinique, Porto Rico et Sainte-Lucie (Saint Kitts). Les oiseaux de Porto Rico sont parfois considérés comme appartenant à une espèce distincte (Puerto Rican Pewee, C. portoricensis) de ceux de Sainte-Lucie (Saint Lucia Pewee, C. oberi).

## Habitat
Son habitat naturel sont les forêts sèches tropicales et subtropicales, les forêts humides de plaines tropicales et subtropicales et les montagnes humides tropicales et subtropicales.

## Sous-espèces
Cet oiseau est représenté par 3 sous-espèces :
- Contopus latirostris blancoi (Cabanis, 1875) : forêts d'altitude de Porto Rico[1],[2] ;
- Contopus latirostris brunneicapillus (Lawrence, 1878) : forêts d'altitude de Dominique, de Guadeloupe et de Martinique ;
- Contopus latirostris latirostris (Verreaux, J, 1866) : forêts d'altitude de Sainte-Lucie.

## Sources
- (en) Cet article est partiellement ou en totalité issu de l’article de Wikipédia en anglais intitulé « Lesser Antillean Pewee » (voir la liste des auteurs).